# 스콜 항공 9375편 추락 사고
스콜 항공 9375편 추락 사고(Skol Airlines Flight 9375)는 2016년 10월 21일, 러시아의 북쪽 야말반도에 속한 지역인 야말로네네츠 자치구에서 모 석유 회사 직원들을 태우고 가던 밀 Mi-8 수송용 헬기가 추락, 승객과 승무원 등 22명 탑승객 중 19명이 숨지고 3명만 중상을 입은 항공 사고이다.

## 사고의 원인
타스 통신 등에 따르면 시베리아의 지역 항공사인 스콜 항공 소속 밀 Mi-8 헬리콥터로, 탑승자 22명을 태우고 시베리아의 크라스노야르스크 변경주에서 야말로네네츠 자치구로 비행하고 있는 것으로 보이지만, 비행하던 중 인접 타이가숲에 추락한 것으로 보인다. 그러나 재난 당국인 비상사태부에 따르면, 사고 이튿날인 10월 22일, 헬리콥터 추락 현장에서 승무원 3명과 승객 16명 등 숨진 19명의 시신을 모두 수습하고 중상을 입은 승객 3명만 인근 병원으로 후송되었다고 밝혔다. 또한 탑승객 대다수는 러시아에서 최고로 큰 국영 석유회사인 로스네프티의 자회사 직원들로 구성되어 있는 것으로 보인다. 재난 당국에 따르면 밤 9시 이후 사고 신고를 접수하였지만 안개와 같은 악천후 여파로 인해 구조팀을 태울 헬리콥터를 출발하지 못하게 되자 신고를 받고 8시간이 경과되어야 수색 구조 작업에 착수한 것으로 보인다. 다만 파견을 받고 투입된 구조 인력은 무려 140여 명인 것으로 보인다. 현재까지 추락 사고의 원인은 아직까지 보고되어 있지 않는 것으로 드러난다. 또한 당국은 사고의 원인으로 운항 관련 안전 규정 위반, 기체 결함, 악천후 등을 모두 검토하고 있다고 밝혔다. 사고를 당하게 하였던 해당 헬기인 밀 Mi-8은 구 소련 시절인 1984년에 제작하였던 다목적 헬리콥터로 최대 22명까지만 태울 수 있다.